# 圣克里斯托夫 (夏朗德省)
圣克里斯托夫（法語：Saint-Christophe，法語發音：[sɛ̃ kʁistɔf]）是法国夏朗德省的一个市镇，位于该省东北部，属于孔福朗区。

## 地理
圣克里斯托夫（46°0'11"N, 0°51'0"E）面积23.65 平方千米，位于法国新阿基坦大区夏朗德省，该省份为法国西部内陆省份，北起德塞夫勒省和维埃纳省，东临上维埃纳省，东南至多尔多涅省，南至多爾多涅省，西接滨海夏朗德省。
与圣克里斯托夫接壤的市镇（或旧市镇、城区）包括：布里格伊、莱泰尔、蒙特罗莱、索尔贡、努伊克、瓦勒迪苏瓦尔。

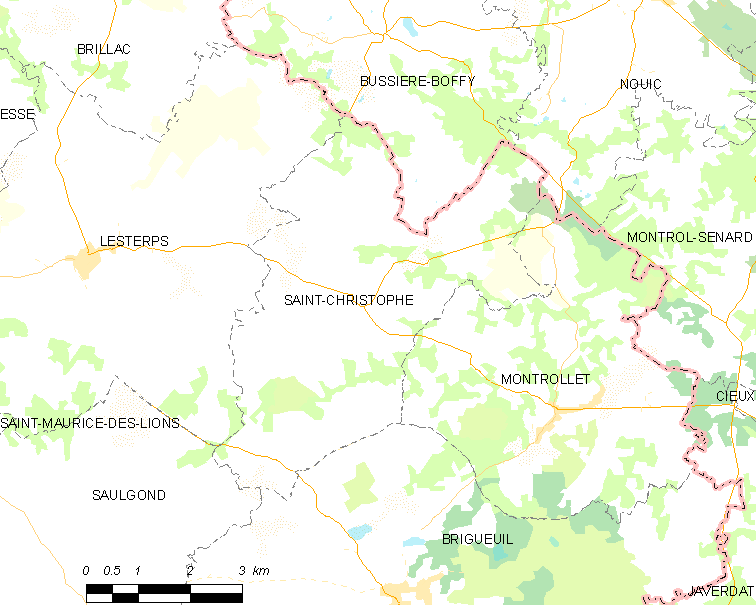
的OSM定位图

圣克里斯托夫的时区为UTC+01:00、UTC+02:00（夏令时）。

## 行政
圣克里斯托夫的邮政编码为16420，INSEE市镇编码为16306。

## 政治
圣克里斯托夫所属的省级选区为夏朗德-维埃纳县。

## 人口

1962-2008年间人口变化图示

圣克里斯托夫于2022年1月1日时的人口数量为323人。